# Tatars de Crimée en Bulgarie

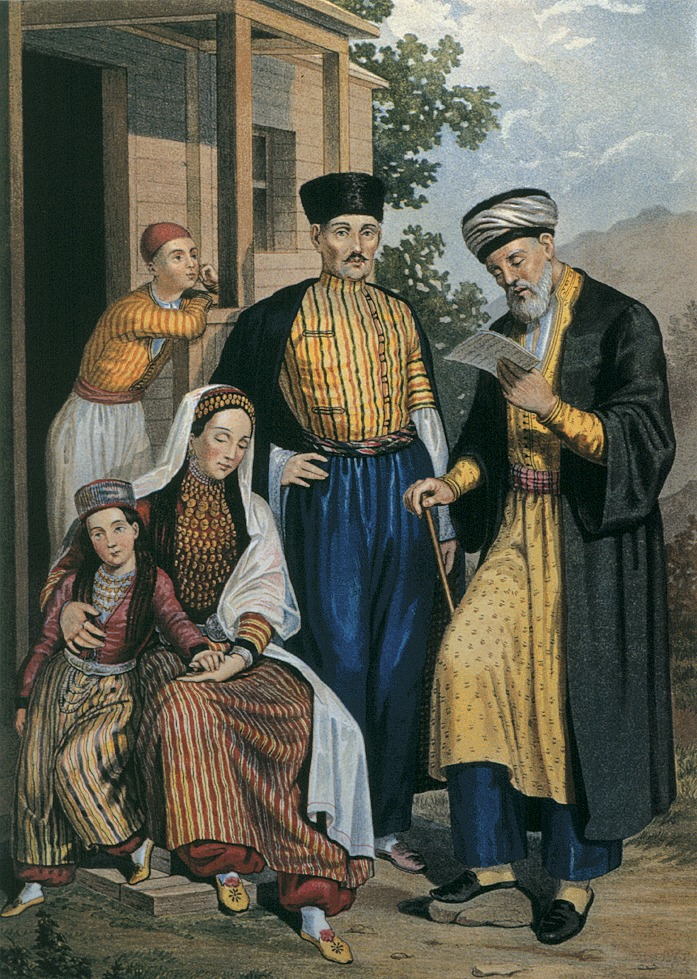
Tatars de Crimée et mollahs

Les Tatars de Crimée de Bulgarie (les Tatars de Crimée ne vivaient pas qu'en Crimée même, mais dans tout le sud de l'Ukraine actuelle) sont majoritairement issus d'un échange de populations convenu en 1812 entre les empires russe et ottoman, à la suite de l'annexion du Boudjak (pays jusque-là ottoman) par la Russie : les Turcs et Tatars musulmans du Boudjak sont expulsés vers la Bulgarie encore ottomane, en échange d’un nombre équivalent (autour de vingt mille familles) de Bulgares orthodoxes, ancêtres des actuels Bulgares d’Ukraine. On estime le nombre initial des Tatars échangés à environ 110 000 personnes,,. Population majoritairement rurale et implantée dans la vallée du Danube autour de Silistra et de Vidin, ils étaient estimés à près de 6 000 personnes au début des années 1990. D'autres migrations de populations turques de Crimée ou de l'Edisan vers l'actuelle Bulgarie avaient eu lieu précédemment, à la fin du XVIIIe siècle, à mesure que l'Empire russe s'étendait vers le sud. Avec les Turcs, les Pomaks et certains groupes Roms, les Tatars de Crimée constituent une des minorités musulmanes sunnites, de rite hanafite, de Bulgarie.

## Recensements
Des estimations de qualité variable permettent de mettre en évidence les ordres de grandeur et l'évolution de la population tatare de Crimée de Bulgarie :
- Fin des années 1860 : près de 110000[3]
- 1956 : 5993[2]
- 1992 : 7833 locuteurs en langue tatare de Crimée, 4515 se disant d'ethnicité tatare de Crimée[3].

Les Tatars de Crimée en Bulgarie n'ont plus fait l'objet d'un comptage particulier depuis le recensement de 2001.